# Peter de Ridder (ambtenaar)

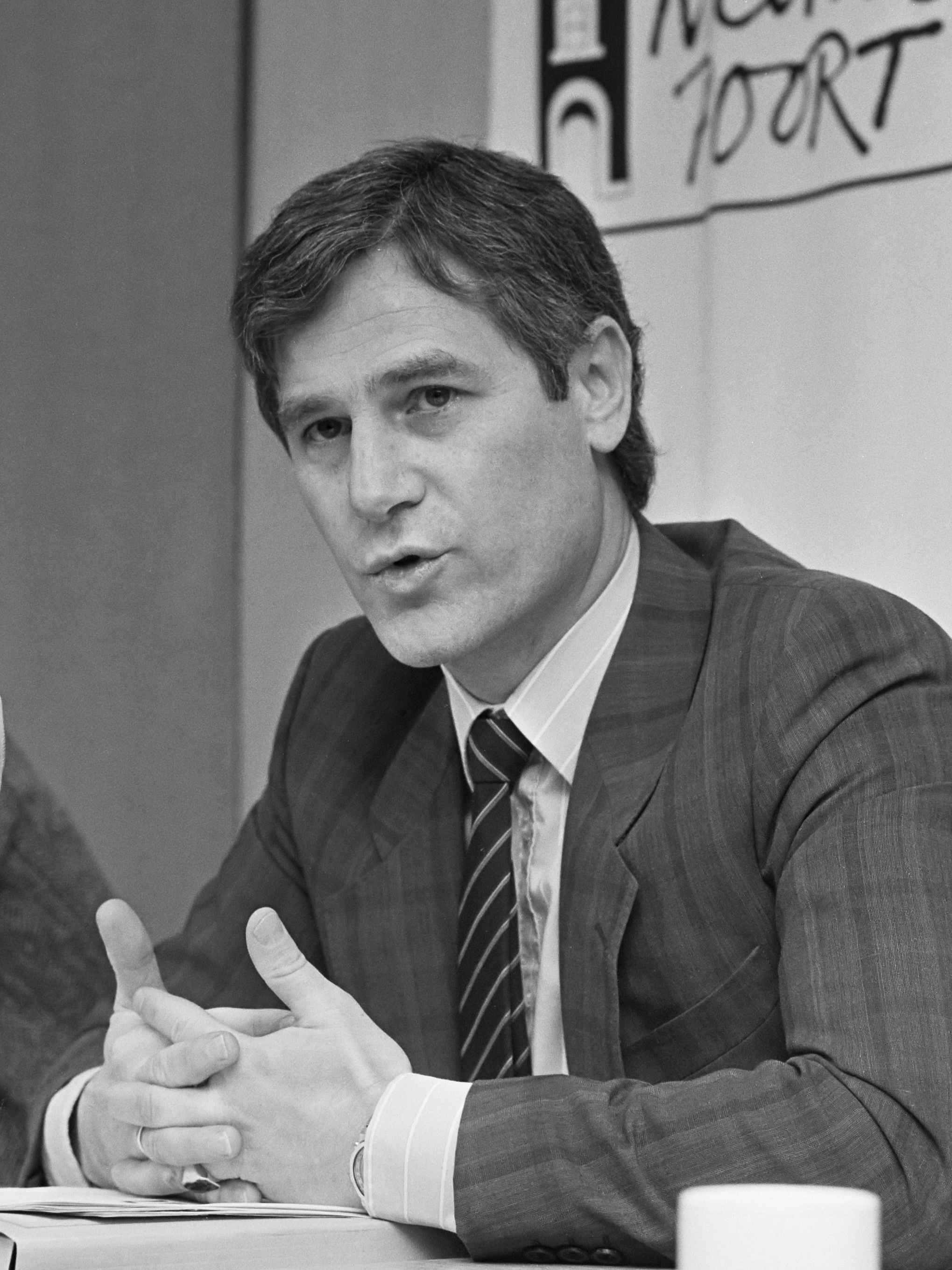
Centraal Plan Bureau geeft toelichting op 1e hoofdstuk Centraal Economisch Plan; CPB-directeur drs. P. de Ridder (9 maart 1987)

Peter de Ridder (Den Haag, 18 mei 1946) is een Nederlands ambtenaar, zakenman en zeiler. 
Zijn eerste geld verdiende hij met de verkoop van Riem en Honig, een papierfabriek, die eigendom was van zijn familie. Met dit geld kocht hij zich in bij het beleggingsfonds Bever Holding. Daar wist hij zijn vermogen verder uit te bouwen. 
Van 1984 tot 1989 was hij directeur van het Centraal Planbureau. Zijn opvolger daar was Gerrit Zalm. 
Eind jaren tachtig richtte hij samen Willem Cordia, en Willem Smit de Groupe Courtier op, een bedrijf dat zich richtte op het opbouwen van belangen in beursfondsen, die rijp leken voor een overname. De val van Newtron betekende de facto ook het einde van Groupe Courtier.  Daarna bekleedde hij commissariaten bij OPTAS Schade NV en Groeigarant.  
Zijn grote passie is wedstrijdzeilen. Hij is oprichter en schipper van het Mean Machine-zeilsyndicaat. Sinds 1985 staat hij aan het roer van dit team. Sinds geruime tijd woont hij in Monaco. In de zeilsport wist hij in 1999 de Admiral's Cup te winnen. Tussen 1988 en 2006 won hij ook nog een aantal minder bekende titels. 